# Sonny Berman
Saul „Sonny“ Berman (* 21. April 1925 in New Haven, Connecticut; † 16. Januar 1947 in New York City) war ein US-amerikanischer Jazz-Trompeter des Bebop. Er spielte mit Serge Chaloff und Woody Herman.

## Leben und Wirken
„Sonny“ Berman begann im Alter von 16 Jahren als Profimusiker und arbeitete bei Georgie Auld, Louis Prima, Sonny Dunham, Tommy Dorsey, Harry James und Benny Goodman; am meisten bleibt er in Erinnerung durch seine Mitgliedschaft in der First Herd von Woody Herman, in der er von Februar 1945 bis zur Auflösung der Band Ende 1946 spielte. Berman fiel durch seine innovativen Soli und die Vielseitigkeit seines Stils auf.
Sonny Berman starb im Alter von 22 Jahren in New York City vermutlich an einer Drogen-Überdosis. Im Zuge der Bebop-Ära war er gerade dabei, sich eine Reputation durch eigene Aufnahmen zu schaffen. In der Woodchopper's Holiday-Session spielte er am 24. Januar 1946 mit Bop-Musikern um Serge Chaloff die Titel Ciretose, Down With Up, Hoggimous Higgimous und The Slumbering Giant ein.

## Diskografie
- Sidewalks of Cuba (mit Woody Herman), 1946
- Curbstone Scuffle, 1947
- Woodchopper's Holiday, January 24, 1946 Jam Session mit Al Cohn, Eddie Safranski, Ralph Burns, Serge Chaloff, Earl Swope, Marky Markowitz, Don Lamond